# Ton Koopman
Ton Koopman (ur. 12 października 1944 w Zwolle, Holandia) – holenderski dyrygent, organista i klawesynista, przedstawiciel autentyzmu w wykonawstwie.
Studiował muzykę w Amsterdamie. Specjalizuje się w wykonywaniu muzyki dawnej. W 1979 r. założył Amsterdam Baroque Orchestra, w 1992 r. Amsterdam Baroque Choir. W latach 1994–2004 nagrał wspólnie z ABO wszystkie kantaty Jana Sebastiana Bacha. Od 2004 r. jest profesorem na Uniwersytecie w Lejdzie. Jednym z jego uczniów był Masaaki Suzuki.
W 2003 został odznaczony Orderem Lwa Niderlandzkiego.